# 杏陈镇
杏陈镇，是中华人民共和国福建省漳州市东山县下辖的一个乡镇级行政单位。

## 行政区划
杏陈镇下辖以下地区：
前何村、埕英村、礁头村、后林村、磁窑村、径口村、埔头村、张家村、高陈村和大山产村。